# Maxime Amblard
Pour les articles homonymes, voir Amblard.
Maxime Amblard, né le 6 septembre 1996 à L'Isle-d'Espagnac (Charente), est un ingénieur en physique nucléaire et homme politique français.
Membre du Rassemblement national, il est élu député dans la 1re circonscription de la Meuse lors des élections législatives de 2024.

## Origines et formation
Originaire de Charente, Maxime Amblard grandit dans le département voisin de la Dordogne. Il effectue ses études secondaires à la cité scolaire Arnaut-Daniel de Ribérac. 
Il est titulaire d'un diplôme d'ingénieur en génie énergétique nucléaire de l'École nationale supérieure de physique, électronique, matériaux (Grenoble).
De mai à juillet 2018, il est stagiaire au centre atomique de Bariloche (en), en Argentine. De février à juillet 2019, il effectue un autre stage au sein du service Sûreté Qualité de la centrale nucléaire de Saint-Alban. C'est à l'issue de ce stage qu'il reçoit son diplôme,.

## Carrière syndicale et politique
En 2019, à l'occasion des élections européennes, il vote pour la première fois pour le Rassemblement national (RN).
En 2022, il publie un livre intitulé Abondance et pénurie, dans lequel il aborde notre dépendance aux énergies fossiles et le besoin de décarboner notre industrie et prend la défense du nucléaire.
Dans une tribune publiée le 26 juin 2024 au Journal du dimanche, il critique le rôle d'Emmanuel Macron dans l'affaiblissement de la filière nucléaire française,.  
Il milite par ailleurs à la CFDT, au nom de laquelle il représente le personnel au sein de Framatome. Il en est exclu en juin 2024 pour avoir exprimé publiquement son soutien au RN. 
Investi par le parti pour les élections législatives de 2024, il assume son parachutage : « Il y en a eu beaucoup d’autres en France ! »,. Il est élu député de la première circonscription de la Meuse le 7 juillet 2024, battant le député sortant Bertrand Pancher, ancien président du groupe LIOT à l'Assemblée nationale.
Il se spécialise au Parlement sur les questions énergétiques et plaide pour une relance de l'industrie nucléaire française, tout en défendant une vision souverainiste. Jean-Philippe Tanguy, président délégué du groupe à l'Assemblée nationale, relève à son propos : « Le RN a une tradition de juristes et de fonctionnaires, un peu d’entrepreneurs, mais pas d’ingénieurs. Des scientifiques, cela manquait cruellement. Il est volontariste, il voit les solutions, et porte un discours écologique réaliste, qui n’est pas la décroissance mais impose de contraindre le marché, de faire des efforts, de planifier. » À la mi-juin 2025, il se distingue lors des débats sur la « proposition de loi portant programmation nationale pour l'énergie et le climat pour les années 2025 à 2035 » (dite PPL Gremillet) en jouant un rôle central aux côtés de Jean-Philippe Tanguy pour déstabiliser le texte du socle commun, en contribuant notamment à faire adopter un amendement proposant la réouverture irréaliste de la centrale nucléaire de Fessenheim et un autre imposant un moratoire sur tout nouveau projet éolien ou photovoltaïque. Le texte ainsi modifié est rejeté en première lecture par 377 voix (issues du Nouveau Front populaire, d'Ensemble et de LIOT) contre 142. 

## Ouvrage
- Abondance & pénurie : Les armes pour mener le combat de la souveraineté énergétique (préf. Philippe Murer), Paris, Perspectives libres, 13 décembre 2022, 325 p. (ISBN 979-1-09074274-1)